# Tartu

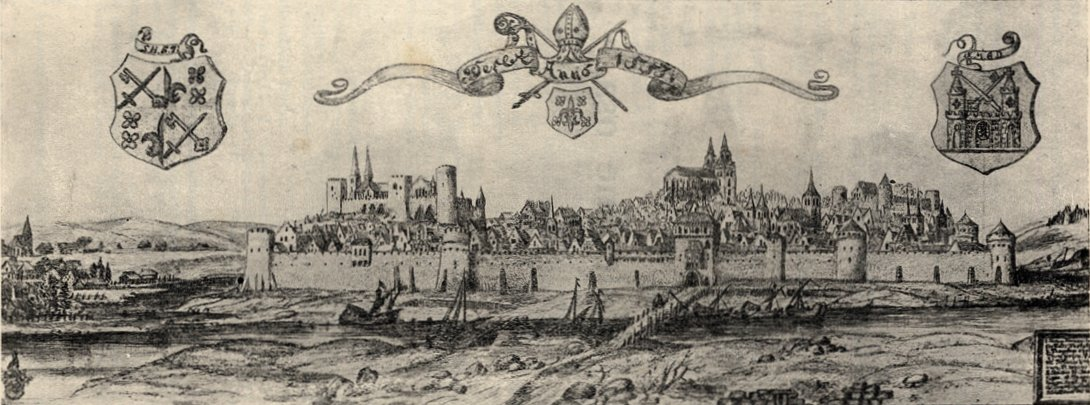
Dorpat 1553.

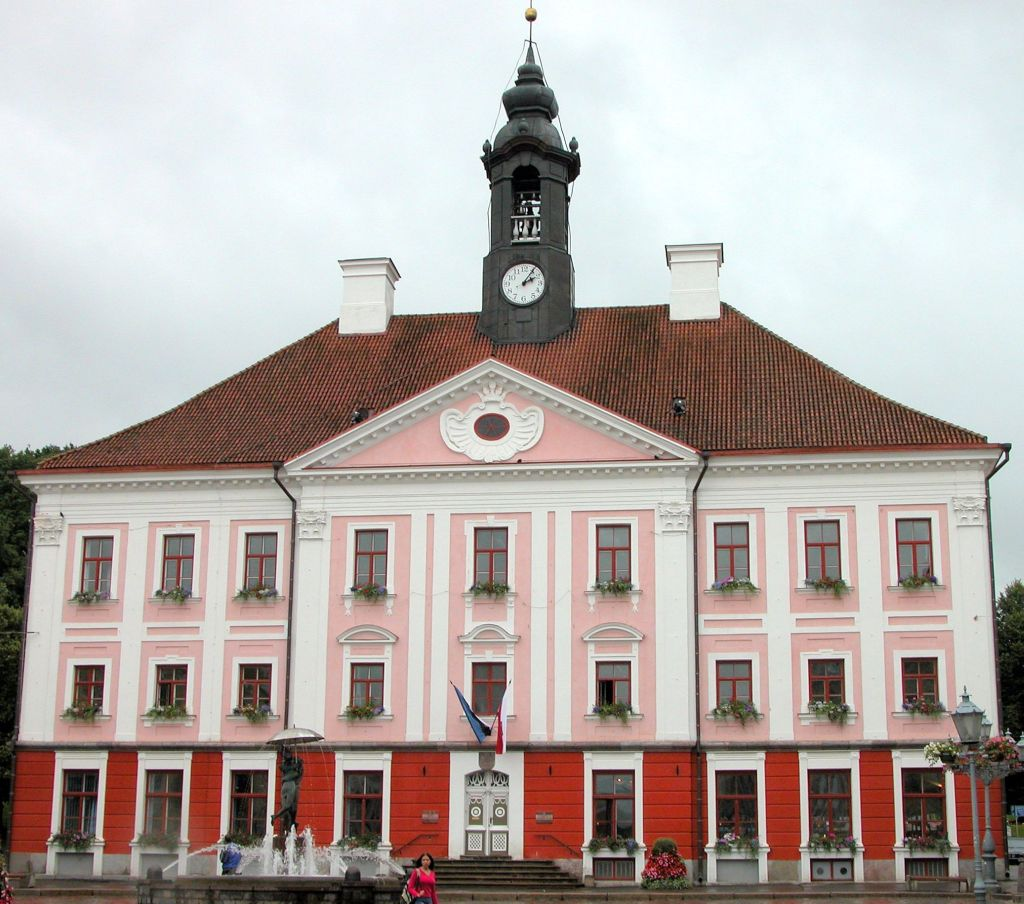
Tartus rådhus.

Tartu, (estniskt uttal: [ˈtɑrtˑu]; sydestniska: Tarto; äldre svenskt namn: Dorpat, Dörpt,, tyska: Dorpat, ryska 1893–1918 Юрьев, Jurjev) är en universitetsstad i sydöstra Estland. Staden är centralort i stadskommunen Tartu stad samt residensstad i landskapet Tartumaa. År 2021 hade staden 95 200 invånare.
Tartu ligger i det historiska Livland och var fram till Estlands självständighet 1918 känd i omvärlden som Dorpat. Tartu universitet grundades ursprungligen 1632 i Svenska Livland och var då Sveriges andra universitet. Universitetet är Estlands äldsta och största universitet.

## Historia

### Medeltiden
Storfursten Jaroslav I erövrade området och byggde 1030 på platsen för dagens Tartu ett fort, kallat Jurjev (го́род Ю́рьев, Sankt Görans stad). Fortet brändes troligen ned 1061. På platsen uppfördes senare nya befästningar som omväxlande kontrollerades av estniska stammar och kievfurstarna.
Fortet erövrades 1224 av Svärdsriddarorden, kallades av dem Dorpat, och blev under Svärdsriddarordens styre biskopssäte och en viktig plats för handeln mellan Hansan och Ryssland, senast på 1260-talet fanns även en tysk handelsplats här, och på 1280-talet blev Dorpat medlem av Hansan. År 1558 intogs staden av ryssarna, därefter fick staden nya herrar vid ett flertal tillfällen; Polen (1582), Sverige (1601), Polen ånyo (1603), och sedan tillbaka till svenskt styre 1625. Det fanns ett försvarstorn som kallades Långe Hermann.

### Svensktiden
Gustav II Adolf inrättade Dorpats hovrätt 1630, vilket då var den tredje svenska hovrätten som inrättades. År 1631 kom den första tryckpressen till Estland. År 1632 anlades universitetet, som var det andra i kungariket Sverige. Det evakuerades 1699 till Pärnu och lades ned 1710 då Baltikum erövrades av Ryssland. Universitetet återöppnade först 1802.

### 1700-talet till första världskriget
Under stora nordiska kriget erövrades Dorpat 1704 av den ryske tsaren Peter I och kom under ryskt styre, där den fick heta Derpt och 1783 gjordes till centrum i Derpt ujezd inom guvernementet Livland. Den härjades 1775 av en stadsbrand.
Den av krig och bränder ödelagda staden, byggdes från 1780-talet upp i nyklassicism, med bland annat rådhuset (1789) och universitetsbyggnaden (1809). Staden, som haft en befolkning av 6 000 vid slutet av femtonhundratalet, hade bara 3 421 invånare år 1789. Ett nytt kejserligt, tyskspråkigt universitet anlades 1802. Staden bar 1893–1919 åter officiellt namnet Jurjev.

### Frihetstiden 1922–1939
År 1917 delades Livland mellan Estland och Lettland och vid Estlands självständighet tillföll Tartu den nya staten. Under mellankrigstiden blev staden Estlands kulturella centrum och utvecklades till en viktig handels- och industristad. Trots kraftig inflyttning av ester från kringliggande landsbygd utgjordes stor del av innevånarna på 1930-talet av tyskar. Som ett led i Heim ins Reich efter Molotov–Ribbentrop-pakten tvingades den tyskspråkiga befolkningen att lämna staden.

### Sovjettiden
År 1940 intogs staden av Sovjetunionen. Under de följande årens stridigheter mellan Sovjetunionen och Tyskland förstördes delar av staden, framför allt under Slaget om Tartu 1944.  Av de klassiska byggnaderna finns Tartus universitets huvudbyggnad kvar och dess astronomiska observatorium, Rådhuset och Johanneskyrkan. Den senare blev svårt brandskadad under det senaste kriget, men restaurerades under 1990-talet.
Efter andra världskriget låg Tartu i Estniska SSR inom Sovjetunionen. Deportationer av den estniska befolkningen, som före kriget utgjort 85 % av folkmängden, till Sibirien och inflyttning av ryssar och andra sovjetfolk, ledde till att staden fick en blandad etnisk sammansättning. Under sovjettiden var Raadi flygbas i utkanten av staden en av Sovjetunionens viktigaste flygbaser för strategiskt bombflyg. Flygfältet benämndes "objektet", då det inte fick nämnas vid namn. Under Sovjettiden var Tartu därför en stängd stad som krävde specialtillstånd för utländska medborgare vid besök. Än idag går huvudvägen förbi staden, med en avtagsväg in till staden.

### Självständigheten till idag
Invid Tartu universitet restes 1928 en staty av Gustav II Adolf. Den avlägsnades under sovjettiden, direkt efter andra världskriget, men 1992 restes en ny, gjord efter en gipsmodell som fanns i Göteborg.
Tartu är ett relativt välmående akademiskt centrum och är landets andra stad i storlek och i snabb ekonomisk utveckling. Tartu är vänort till Uppsala, och i staden finns också Uppsalahuset, som är en symbol för samarbete mellan de båda städerna.
Tartu blev europeisk kulturhuvudstad 2024.

## Geografi
Genom staden flyter Emajõgi, en av Estlands största floder sett till vattenföringen.

### Klimat
Uppmätta normala temperaturer och -nederbörd i Tartu:
|                                            | Jan  | Feb  | Mar  | Apr  | Maj  | Jun  | Jul  | Aug  | Sep  | Okt | Nov  | Dec  |
| ------------------------------------------ | ---- | ---- | ---- | ---- | ---- | ---- | ---- | ---- | ---- | --- | ---- | ---- |
| Normaldygnets maximitemperaturs medelvärde | −2,1 | −2,2 | 2,7  | 10,6 | 17,0 | 20,1 | 22,7 | 21,2 | 15,4 | 9,2 | 2,5  | −1,0 |
| Normaldygnets minimitemperaturs medelvärde | −7,1 | −8,2 | −4,3 | 1,1  | 6,0  | 9,7  | 12,5 | 11,7 | 7,4  | 3,5 | −1,5 | −5,6 |
|                                            |      |      |      |      |      |      |      |      |      |     |      |      |
| Nederbörd                                  | 48   | 35   | 38   | 30   | 55   | 84   | 72   | 86   | 61   | 69  | 53   | 49   |

| Diagram | temperaturer i °C • månadsnederbörd i mm | temperaturer i °C • månadsnederbörd i mm | temperaturer i °C • månadsnederbörd i mm | temperaturer i °C • månadsnederbörd i mm | temperaturer i °C • månadsnederbörd i mm | temperaturer i °C • månadsnederbörd i mm | temperaturer i °C • månadsnederbörd i mm | temperaturer i °C • månadsnederbörd i mm | temperaturer i °C • månadsnederbörd i mm | temperaturer i °C • månadsnederbörd i mm | temperaturer i °C • månadsnederbörd i mm | temperaturer i °C • månadsnederbörd i mm |
|         | 48 -2 -7                                 | 35 -2 -8                                 | 38 3 -4                                  | 30 11 1                                  | 55 17 6                                  | 84 20 10                                 | 72 23 13                                 | 86 21 12                                 | 61 15 7                                  | 69 9 4                                   | 53 3 -2                                  | 49 -1 -6                                 |

### Karta

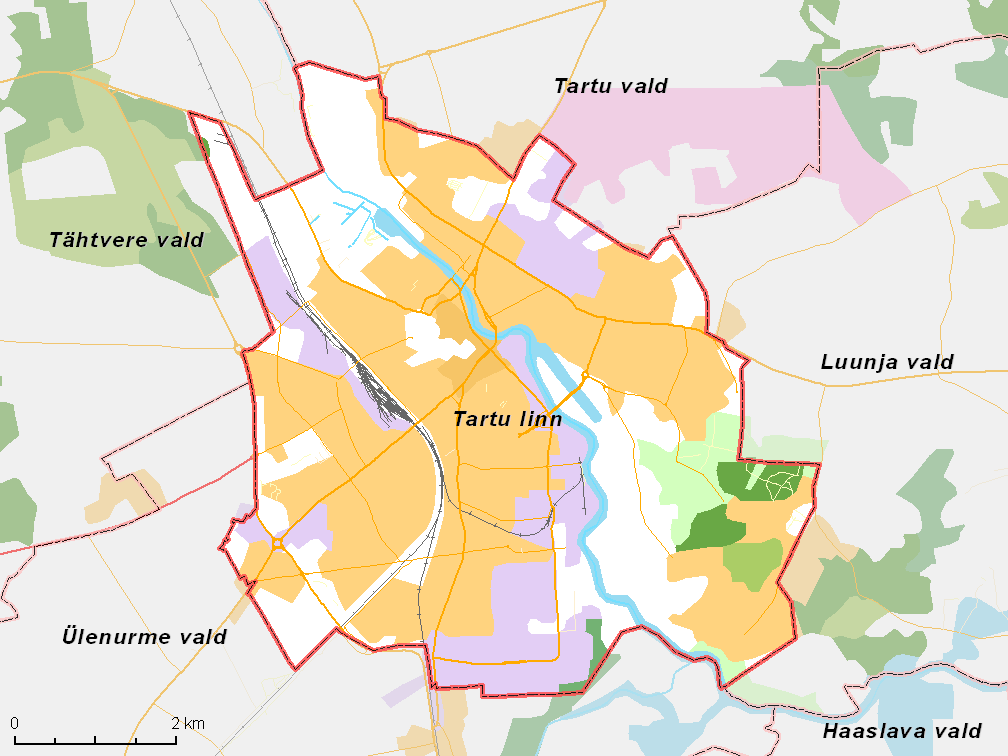
Översiktlig karta över staden.

## Styre och indelning
Staden Tartu är officiellt indelad i 17 stadsdelar som har fastställda namn och gränser men som inte har någon administrativa funktion.
- Annelinn
- Ihaste
- Jaamamõisa
- Kesklinn
- Karlova
- Maarjamõisa
- Raadi-Kruusamäe
- Ropka
- Ropka industriområde
- Ränilinn
- Supilinn
- Tammelinn
- Tähtvere
- Vaksali
- Variku
- Veeriku
- Ülejõe

## Ekonomi och infrastruktur
Tartus flygplats ligger 17 kilometer från staden. Sedan det estniska nationella flygbolaget Estonian Air fick sämre ekonomi, och sedermera gick i konkurs, är flygtrafiken på Tartus flygplats blygsam. För närvarande (juni 2023) finns ingen reguljär flygtrafik sedan Finnair beslutat att inte fortsatt flyga till Tartu från Helsingfors.
Tartus järnvägsstation har upp till 12 dagliga avgångar till Tallinn samt ett par avgångar till Valga vid lettiska gränsen, varifrån tåg går till Riga, och till Koidula vid ryska gränsen; sommartid fortsätter tågen till Piusa. Någon passagerartrafik med järnväg till Ryssland förekommer inte. 
Tartu har en busstation med många avgångar till de flesta större estniska städer samt till bl.a. Riga i Lettland och Petseri och Pskov i Ryssland
Tartu har viss båttrafik som går på floden Emajõgi, som är navigerbar hela vägen mellan de stora sjöarna Peipus och Võrtsjärv, och består mest av rundturer på floden för turister. Sommartid finns dock båttrafik mellan Tartu och Piirisaar som ligger i Peipussjön. Under sovjettiden fanns reguljär båttrafik mellan Tartu och Pskov i Ryssland som lades ned efter Sovjetunionens upplösning 1991. Planer på att återupprätta förbindelsen finns men har hittills inte realiserats. Peipus har via Narvafloden förbindelse till Östersjön så det är möjligt att färdas med båt (upp till en viss storlek) från t.ex. Sverige till Tartu.

## Kultur
Tartu hade landets första universitet och var under den första självständighetsperioden känt för att vara ett konstnärligt och intellektuellt centrum i landet. Det har idag Estlands nationalmuseum, Estlands nationalarkiv och från 1993 Estlands högsta domstol. Teatern Vanemuine med bland annat ett balettkompani är en av landets äldsta teatrar.

### Sport
- JK Tammeka Tartu – fotbollsklubb
- Tamme staadion – stadion i Tamme.[10]

## Vänorter
- Frederiksberg, Danmark (sedan 1991)
- Tammerfors, Finland (sedan 1990)
- Tavastehus, Finland (sedan 1991)
- Åbo, Finland (Samarbetsavtal. Sedan 1996)
- Deventer, Nederländerna (sedan 1990)
- Zutphen, Nederländerna (sedan 1990)
- Hafnarfjörður, Island (sedan 1991)
- Ferrara, Italien (sedan 1998)
- Kaunas, Litauen (sedan 1993)
- Bærum, Norge (sedan 1991)
- Pskov, Ryssland (sedan 2000)
- Uppsala, Sverige (sedan 1988)
- Lüneburg, Tyskland (sedan 1993)
- Veszprém, Ungern (sedan 2002)
- Salisbury, USA (sedan 1999)

## Bildgalleri

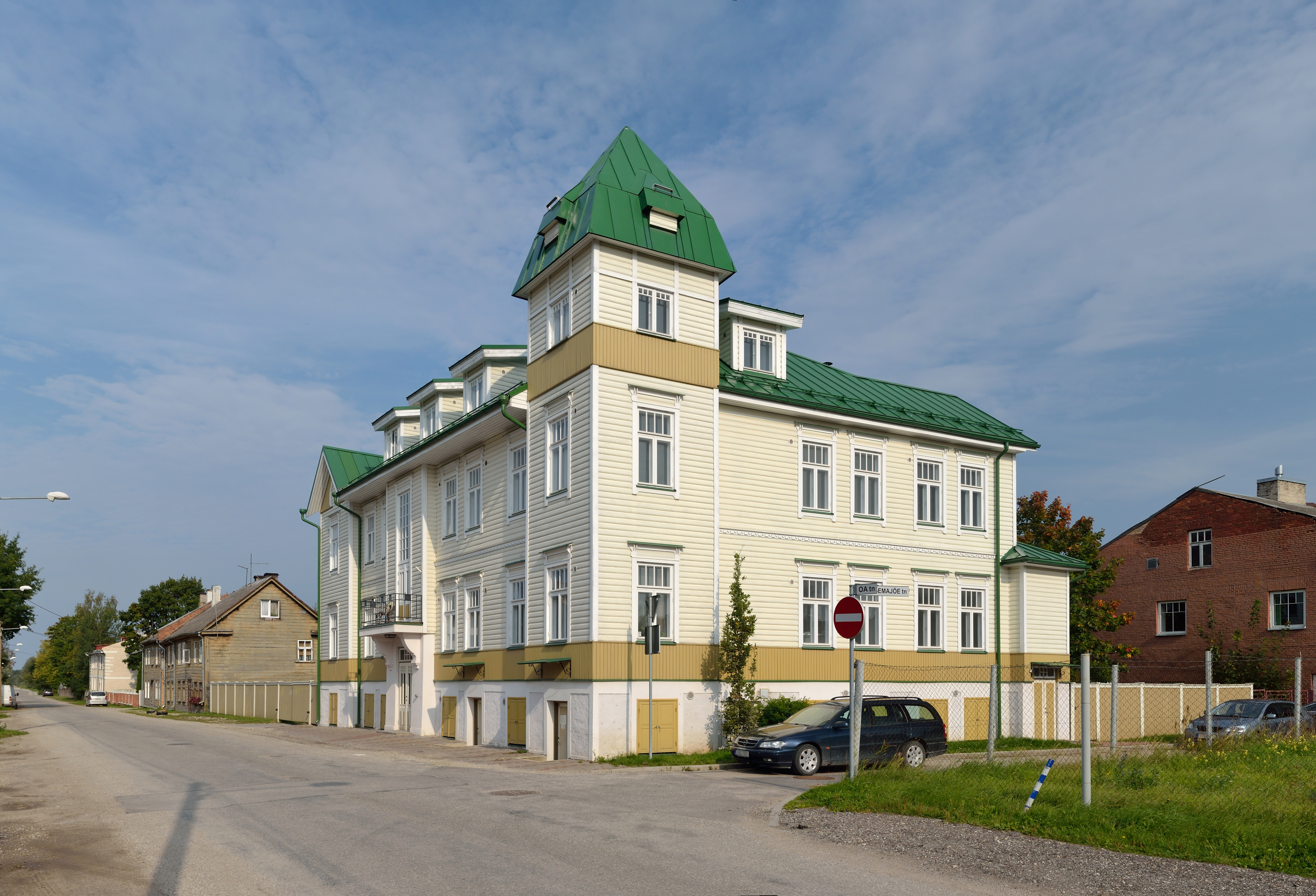
Byggnadsminnet Oagatan 1
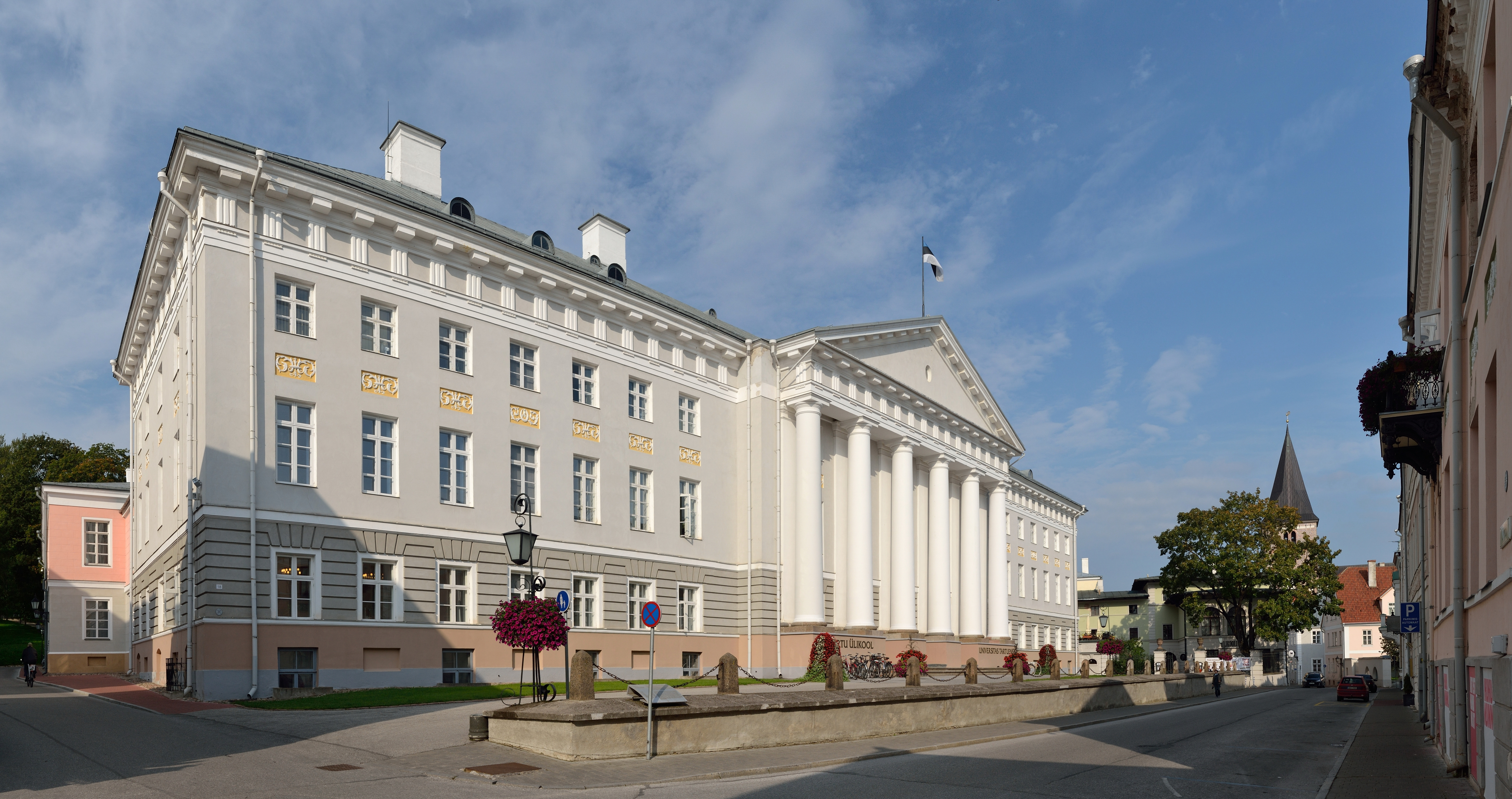
Tartu universitets huvudbyggnad
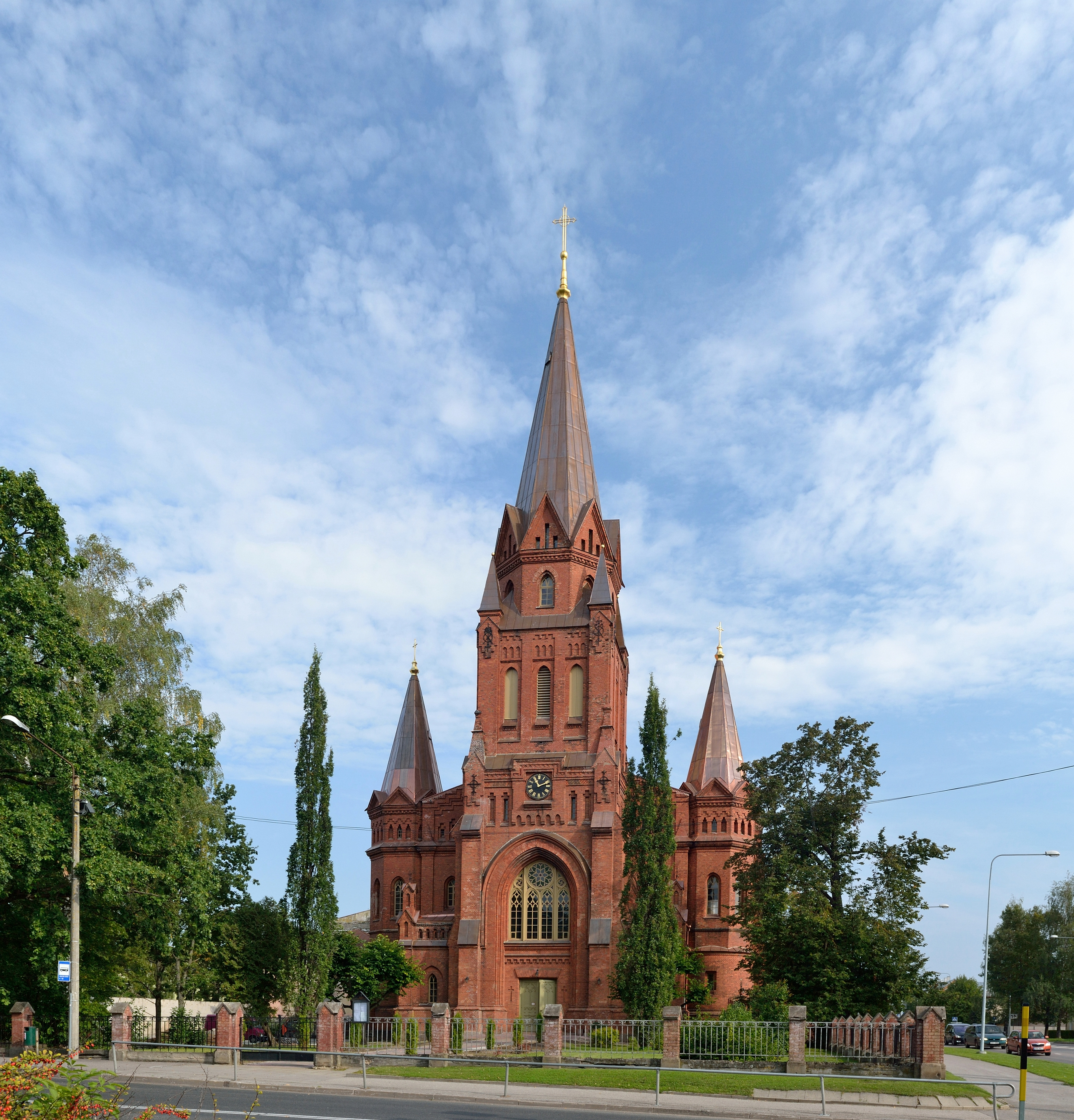
Sankt Peters kyrka
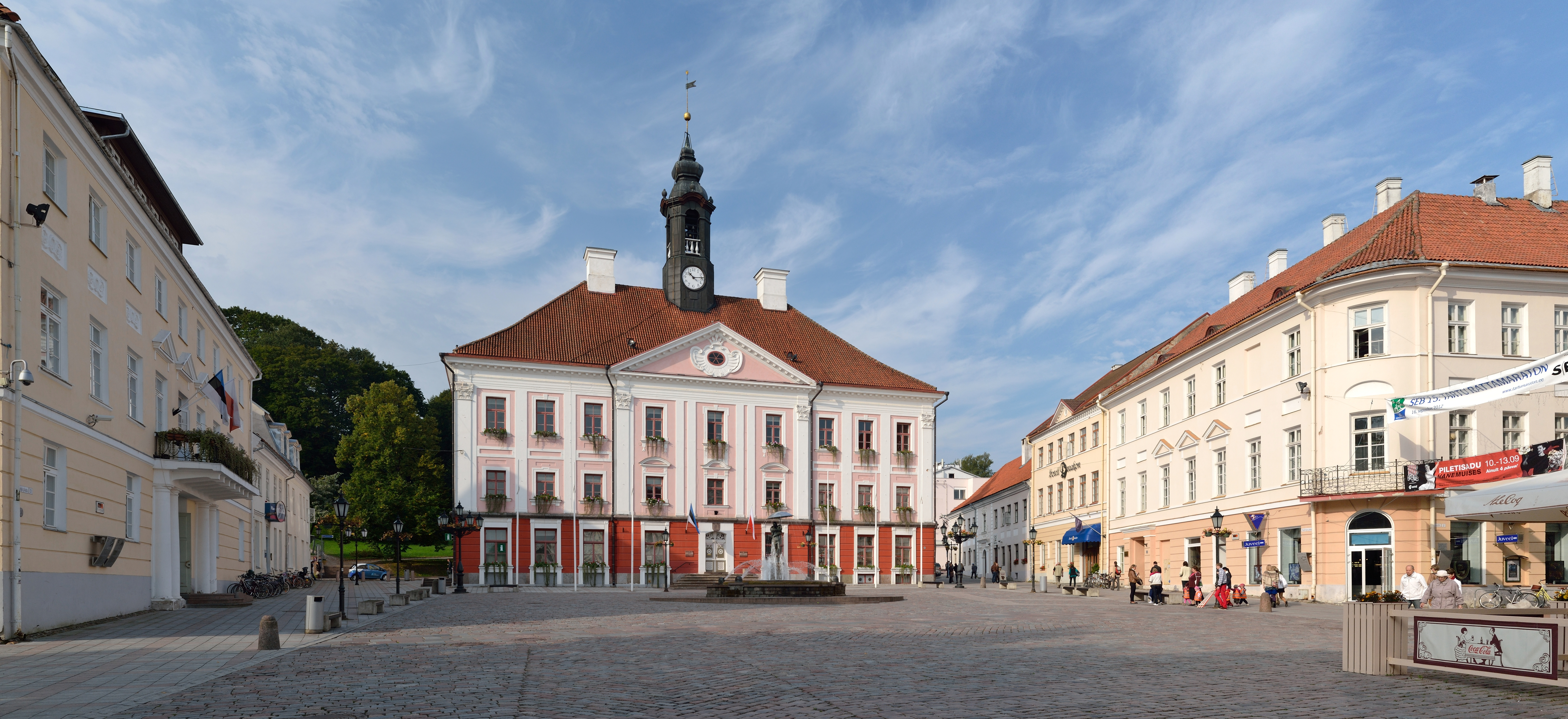
Tartus rådhus
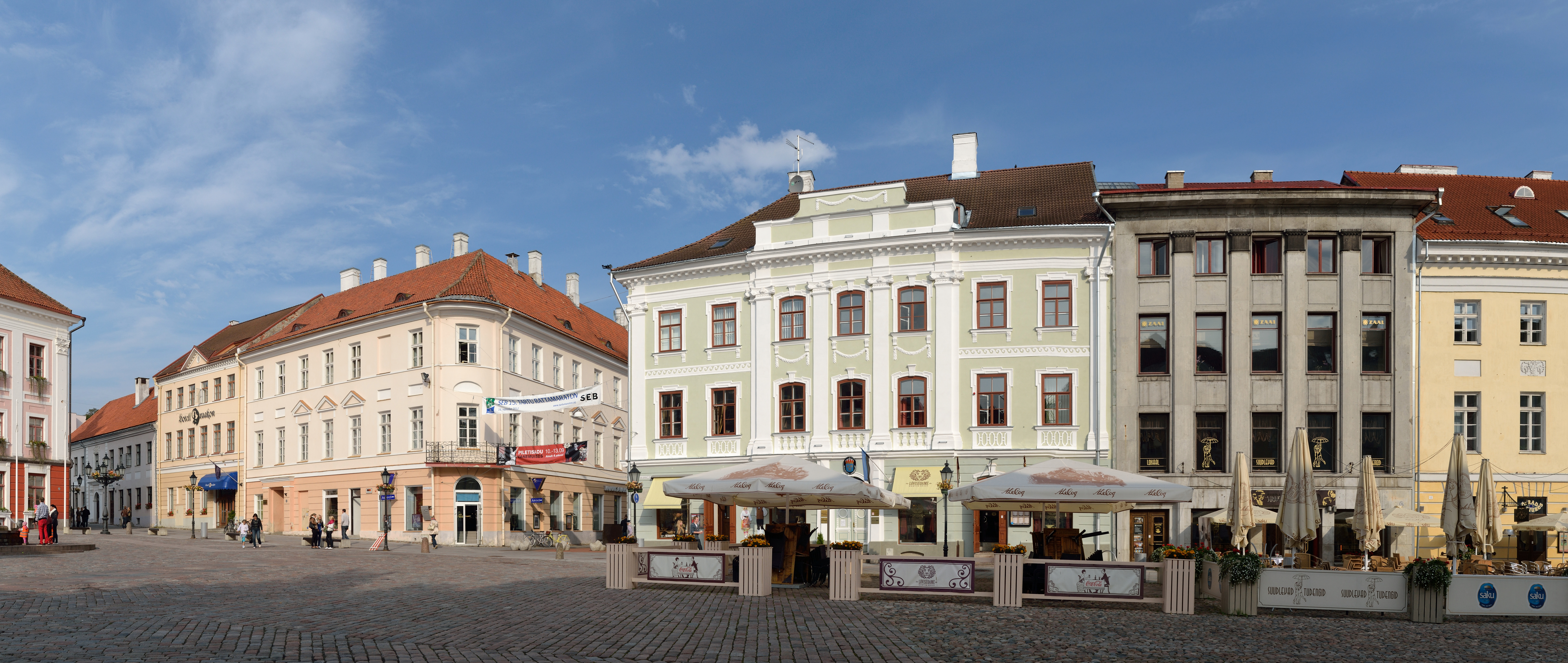
Rådhustorget
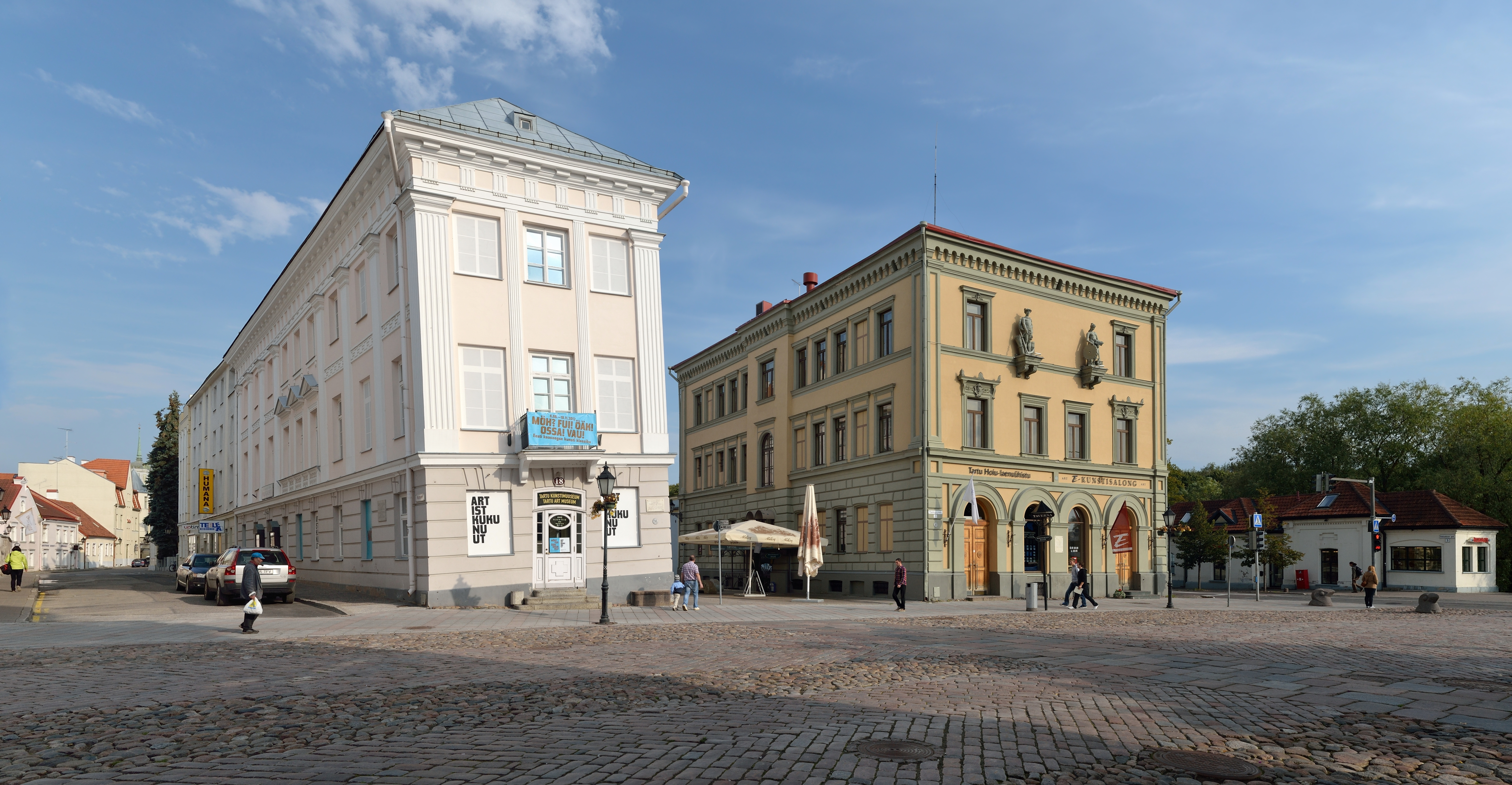
Barclay de Tollyhuset (till vänster)
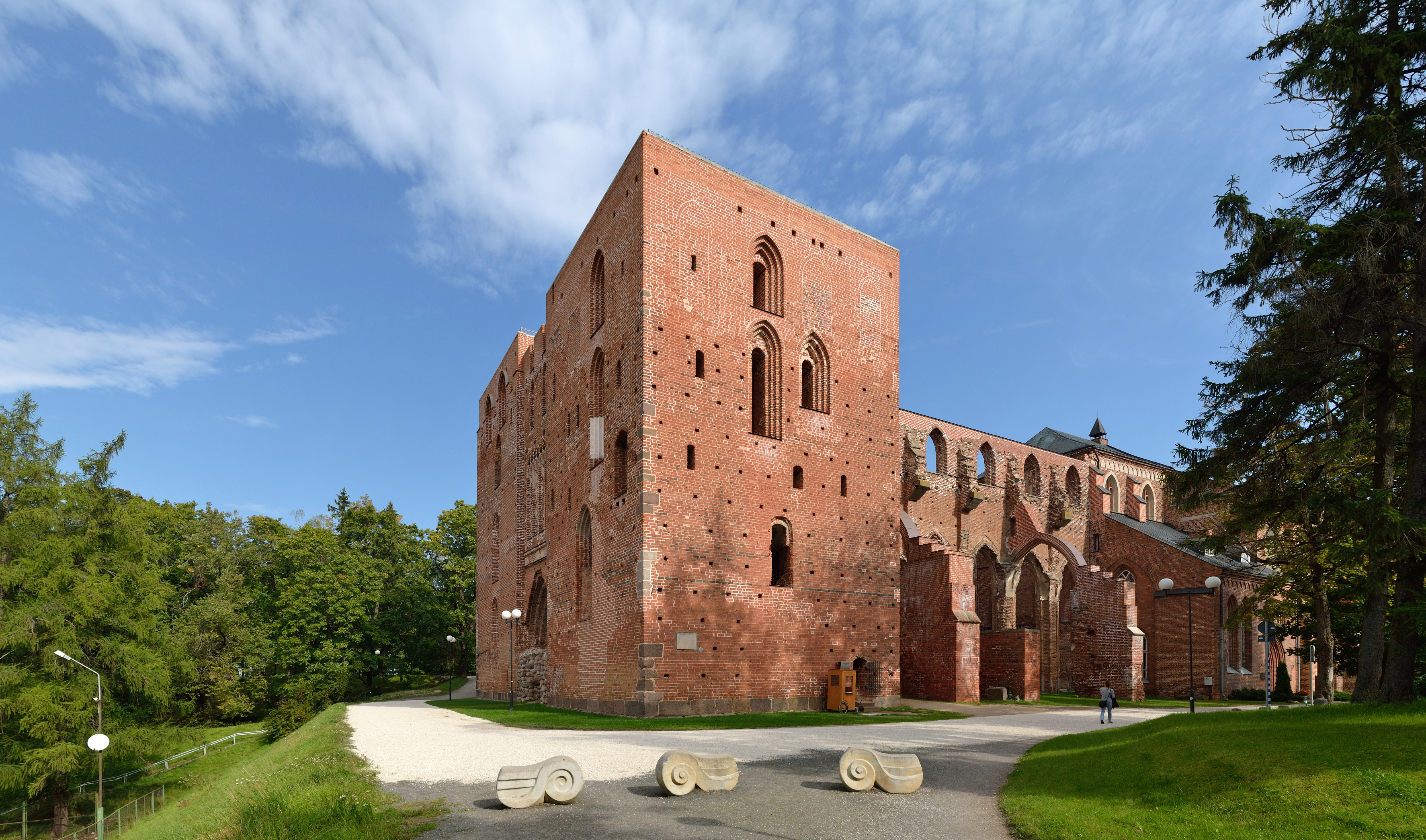
Tartu domkyrka
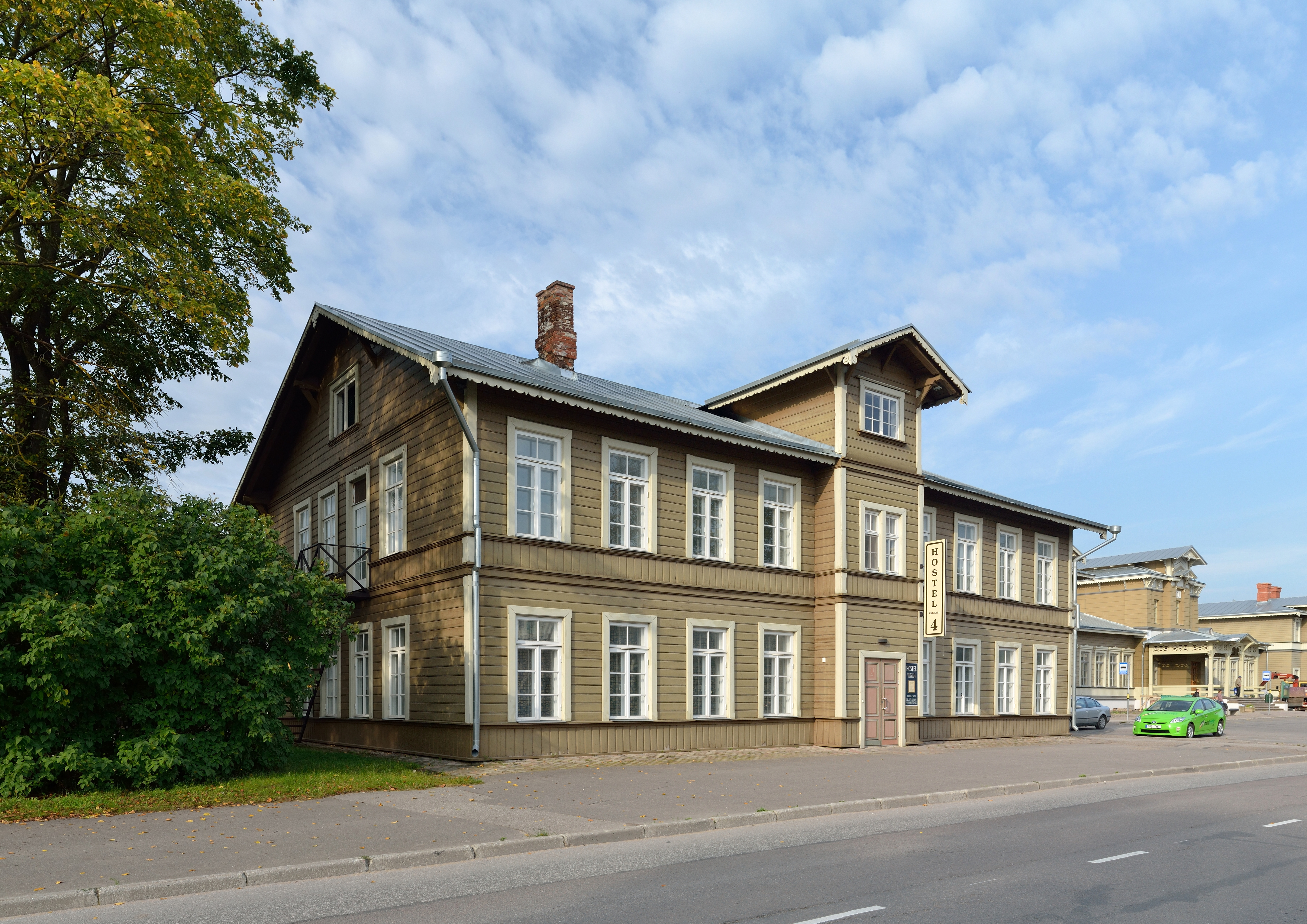
Byggnadsminnet Vaksalagatan 4
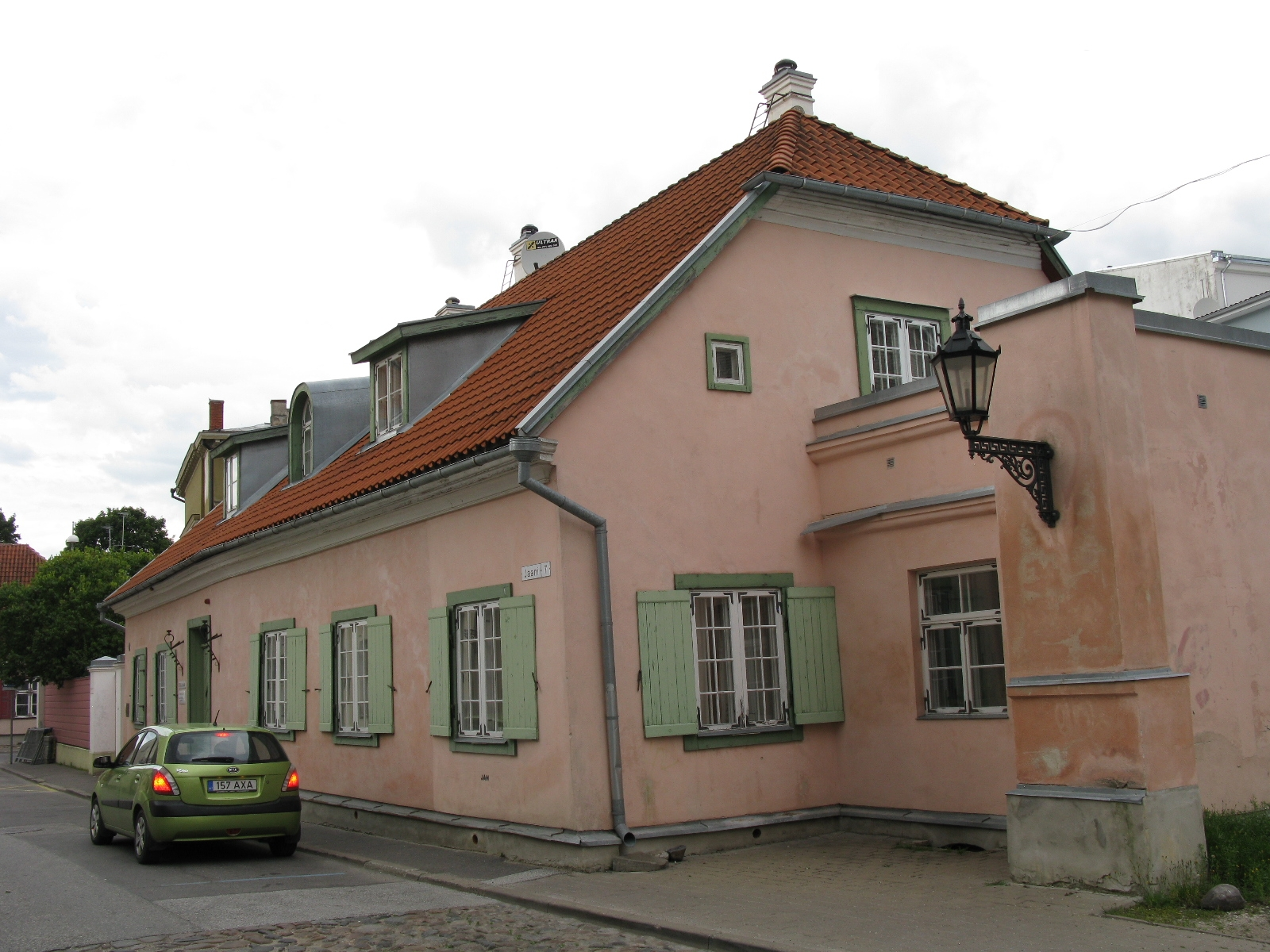
Uppsala maja